# Wereldkampioenschappen baanwielrennen 1974
De Wereldkampioenschappen baanwielrennen 1974 werden gehouden van 14 tot en met 20 augustus in de Canadese stad Montréal. In totaal vonden er elf onderdelen plaats; twee bij de vrouwen en negen bij de mannen. Bij de mannen waren zes onderdelen voor de amateurs en de andere drie voor profs toegankelijk. Gastland Canada won geen medailles. Nederland won vijf medailles en de Belgen waren goed voor drie medailles in totaal.

## Uitslagen

### Mannen
| Onderdeel     | Goud                                | Zilver                                  | Brons                           |
| ------------- | ----------------------------------- | --------------------------------------- | ------------------------------- |
| Achtervolging | Roy Schuiten                        | Ferdinand Bracke                        | René Pijnen                     |
| Sprint        | Peder Pedersen                      | John-Michael Nicholson                  | Robert Van Lancker              |
| Stayeren      | Nederland Joop Stakenburg Cees Stam | België August Meuleman Theo Verschueren | Italië Attilio Benfatto Dagnoni |

### Amateurs
| Onderdeel            | Goud                                                                               | Zilver                                                                                          | Brons                                                                 |
| -------------------- | ---------------------------------------------------------------------------------- | ----------------------------------------------------------------------------------------------- | --------------------------------------------------------------------- |
| Achtervolging        | Hans Lutz                                                                          | Orfeo Pizzoferrato                                                                              | Thomas Huschke                                                        |
| Ploegenachtervolging | Bondsrepubliek Duitsland Hans Lutz Günther Schumacher Dietrich Thurau Peter Vonhof | Duitse Democratische Republiek Klaus-Jürgen Grünke Thomas Huschke Heinz Richter Uwe Unterwalder | Tsjecho-Slowakije Zdeněk Dohnal Pavel Doležel Michal Klasa Petr Kocek |
| Sprint               | Anton Tkáč                                                                         | Sergij Krawzow                                                                                  | Giorgio Rossi                                                         |
| Stayeren             | Jean Breuer                                                                        | Martin Venix                                                                                    | Miguel Espinos                                                        |
| Tandem               | Tsjecho-Slowakije Vladimír Vačkář Miroslav Vymazal                                 | Sovjet-Unie Viktor Kopilov Vladimir Semenets                                                    | Polen Benedykt Kocot Andrzej Bek                                      |
| Tijdrit              | Eduard Rapp                                                                        | Ferruccio Ferro                                                                                 | Janusz Kierzkowski                                                    |

### Vrouwen
| Onderdeel     | Goud              | Zilver             | Brons                  |
| ------------- | ----------------- | ------------------ | ---------------------- |
| Achtervolging | Tamara Garkusjina | Valentina Smirnova | Keetie van Oosten-Hage |
| Sprint        | Tamara Pilsjikova | Sue Novara         | Galina Tsareva         |

## Medaillespiegel
| Plaats | Land                           | Goud | Zilver | Brons | Totaal |
| 1      | Sovjet-Unie                    | 3    | 3      | 1     | 7      |
| 2      | Bondsrepubliek Duitsland       | 3    | 0      | 0     | 3      |
| 3      | Nederland                      | 2    | 1      | 2     | 5      |
| 4      | Tsjecho-Slowakije              | 2    | 0      | 1     | 3      |
| 5      | Denemarken                     | 1    | 0      | 0     | 1      |
| 6      | Italië                         | 0    | 2      | 2     | 4      |
| 7      | België                         | 0    | 2      | 1     | 3      |
| 8      | Duitse Democratische Republiek | 0    | 1      | 1     | 2      |
| 9      | Verenigde Staten               | 0    | 1      | 0     | 1      |
| 10     | Australië                      | 0    | 1      | 0     | 1      |
| 11     | Polen                          | 0    | 0      | 2     | 2      |
| 12     | Spanje                         | 0    | 0      | 1     | 1      |